# 邢喬
邢喬（3世紀—306年6月20日），字曾伯，河間郡鄚縣（今河北省任丘市）人。
邢喬為人寬宏大量，也有才幹，得到當時的美譽，並擔任清高體面的職位，和馮蓀、李順作為司徒李胤的後輩，都被當時人稱讚為：「馮才清，李才明，純粹邢。」在元康時期和劉渙為尚書吏部郎，之後改任為司隸校尉。八王之亂時，於光熙元年五月戊申日（306年6月20日）被范陽王司馬虓殺害。

## 家庭
- 曾祖父，邢顒，曹魏太常
- 祖輩邢友，曹魏官員
- 母，李氏，李胤女兒[3]